# Konjikovići (Federacja Bośni i Hercegowiny)
Konjikovići – wieś w Bośni i Hercegowinie, w Federacji Bośni i Hercegowiny, w kantonie tuzlańskim, w mieście Tuzla. W 2013 roku liczyła 2 mieszkańców – Serbów.